# Саар (приток Банияса)
Саар (ивр. נחל סער‎) — река в Израиле, протекающая на севере Голанских высот. Река наиболее известна водопадом Саар, который находится недалеко от шоссе 99 и отличается впечатляющим течением после сезона дождей.
Река впадает в реку Хермон примерно в 500 метрах к юго-западу от источника Баниас. Река Саар образует географическую границу между Голанскими высотами и Хермоном .

## География
Исток реки Саар находится в Эйн-Саар, к югу от «Холма Криков», недалеко от Мадждаль-Шамса. Далее по пути своего течения она орошает долину Яфори и впитывает её источники, продолжается на север до Баркат-Рама, и поворачивает на запад у деревни Масаада. Оттуда она проходит по геологическому «шву» между известняковыми и доломитовыми породами склонов Хермона и базальтами Голанских высот. Река Саар считается географической границей между Голанами и Хермоном.
В русле реки находятся два высоких водопада: водопад Ресисим — примерно в километре к востоку от моста Дружбы по дороге, идущей вверх к Эйн-Киния, и водопад Саар — к западу от моста Саар рядом с шоссе 989, поднимающегося к Неве-Атив. У водопада Саар короткий водоспуск около 550 метров на протяжении всего 6 километров.
Около 120 000 лет назад в районе Беркат-Рам извергся поток лавы. Река зарылась в этот базальт и создала текущее русло реки. Помимо двух больших водопадов, в русле реки есть ещё несколько десятков других водопадов и небольших водопадов.
На северном склоне, у подножия населенного пункта Эйн-Киния, наблюдалось оползневое явление, получившее название «Великий оползень». Порода в этом месте представляет собой мергелистый песок (из санонской эпохи нижнего мела) и имеет кругой уклон, поэтому при насыщении склона водой скальные глыбы из верхнего пласта (формация Яфури раньше называлась пластом Цумхофен) сползают вниз по склону к руслу реки.

## Гидрология
Река представляет собой устойчивый поток воды которого текут круглый год, но уже много лет назад жители района использовали родниковую воду Эмек Яфори, так что река фактически протекала только зимой. В 80-х годах XX века воду из реки стали откачивать даже зимой, и с тех пор вода в ней течет только тогда, когда интенсивность потока в ней превышает мощность насосов (после сильного дождя), или когда водохранилища полны, обычно только во второй половине зимы. В разгар сезона дождей её поток может достигать внушительных размеров, и толпы путешественников посещают водопад Саар.

## Растительность
В естественной растительности реки Саар базальтовая растительность южного берега встречается с меловой и мергелевой растительностью северного берега, а в русле — небольшая речная растительность (в основном осока). На южном берегу (на северном склоне) растительность является частью рубинового леса, адаптированного к крутому северному склону: очень густая и довольно высокая роща с преобладанием дуба черешчатого с червячным дубом, много рябины лесной, боярышника колючего (и боярышника односемянного), груши сирийской, арги благородной и леваны лекарственной . В подлеске выделяется хорошо развитый и обильный папоротник . На северном берегу на склонах Хермона растет лыжник. На участке между Эйн-Киния и водопадом Расисим обнажается мергелевая скала, а на ней возвышается лес, в котором преобладает Quercus infectoria с множеством орхидей.

## Галерея

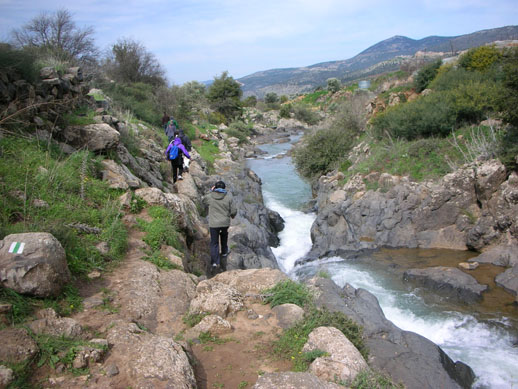
Река Саар, февраль 2006 год
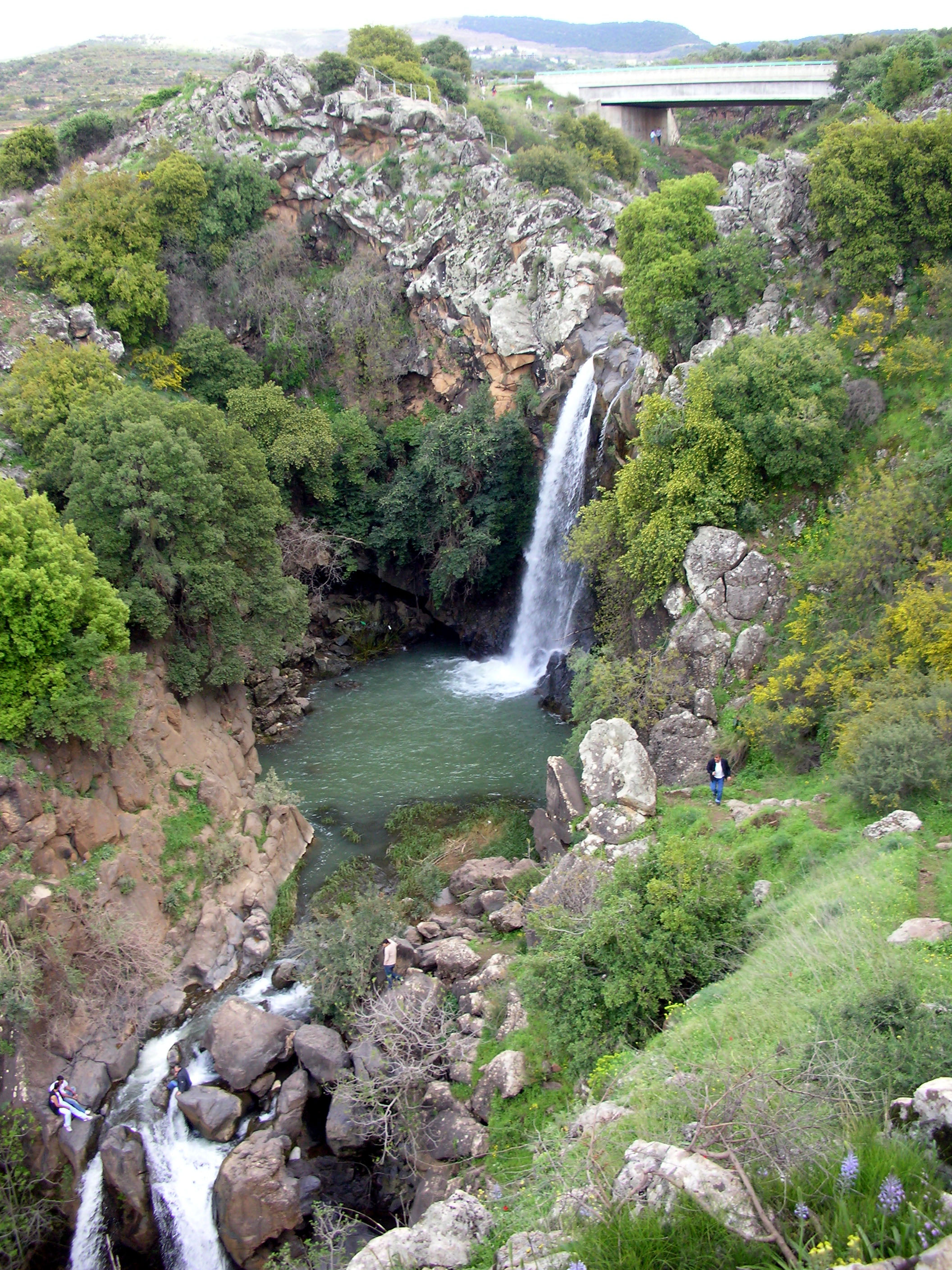
Водопад Саар, март 2007 год
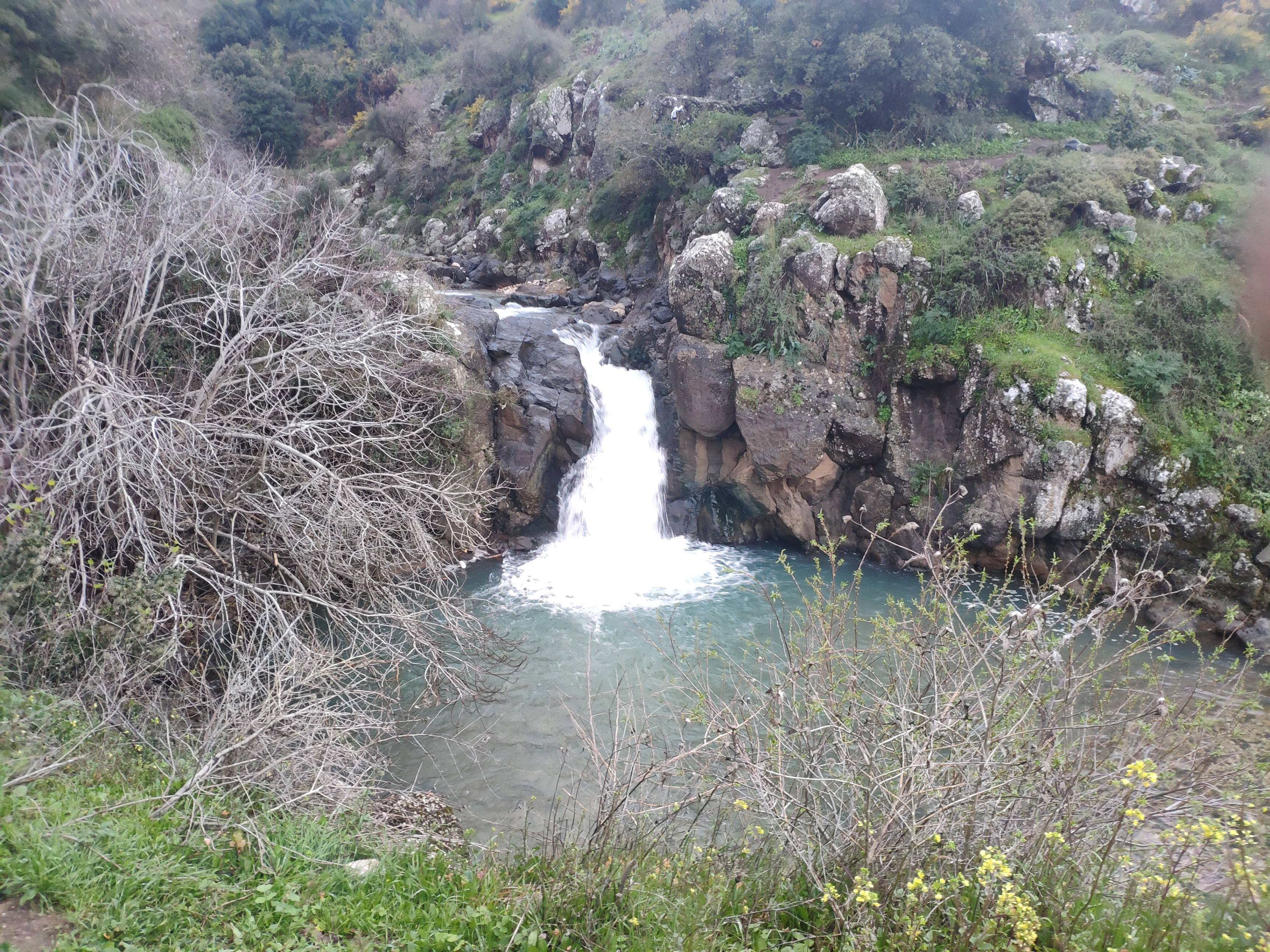
Небольшой водопад на реке Саар, возле моста Дружбы в Эйн-Кании